# Cutey Honey Flash
Cutey Honey Flash (яп. キューティーハニー フラッシュ) — манга Го Нагаи, выпущенная в журнале «Weekly Shōnen Magazine» в 1997—1998 годах, является частью франшизы Cutey Honey. Этот сериал в Японии стал первым аниме в жанре махо-сёдзё, который был на телеканале TV Asahi, после периода франшизы Сэйлор Мун. Работая со многими из тех же художники, который работали в франшизе Сэйлор Мун, в том числе с режиссёром по анимации Михо Симогасой, этот сериал демонстрирует очень похожие дизайны персонажей и соответствует более традиционной форме серии волшебных девушек, нацеленных на демографию предыдущего. Этот сериал является ремейком сериала 1973 года.

## Сюжет
Хани Кисараги — 16-летняя совершенно нормальная, красивая ученица средней школы, пока её отца-учёного не похитит злая организация «Коготь Пантеры», то есть. Тем не менее, её отец оставил устройство, которое она может использовать для превращения в рыжеволосую героиню с мечом, милашку Хани. Помогая Сейдзи Хаями, частному детективу, который специализируется на этой организации, и таинственном «Принце Тасогар», она борется с членами Когтя Пантеры, чтобы спасти своего отца.

## В ролях
- Нагано, Ай: Хани Кисараги / Милашка Хани
- Хирамацу, Акико : Сейра Хадзуки / Туманная Хани
- Камия, Акира : доктор Такеси Кисараги
- Тихо Окхама : Сестра Джилл
- Руми Ватанабе : Пантера Зора
- Сусуму Ти : Сейдзи Хаями
- Хаями, Сё: Принц Тасогар

## Список эпизодов
| №  | Название                                                               | Дата оригинального показа |
| -- | ---------------------------------------------------------------------- | ------------------------- |
| 1  | In the Name of Love! The Maiden Transforms                             | февраль 15, 1997          |
| 2  | The Maiden's Determination! The Single Flower in the Twilight          | февраль 22, 1997          |
| 3  | A Maiden's Dream! For Whom is the Wedding Dress?                       | март 1, 1997              |
| 4  | The Tear of the Mermaid Princess! The bond between Father and Daughter | март 8, 1997              |
| 5  | Overcome your fate! The Girl of the Seven-colored Rainbow              | март 15, 1997             |
| 6  | Can't Transform! Honey is Trapped                                      | март 22, 1997             |
| 7  | The Sea of Sorrow! Seiji's Recollection of His Father                  | апрель 19, 1997           |
| 8  | The Sweet and Perilous Scent! Protect a Maiden's Pure Heart            | апрель 26, 1997           |
| 9  | The Prince is in Danger!? A Rival Appears!!                            | май 3, 1997               |
| 10 | Lighting Flare Defeated!? Honey's Desperate Battle                     | май 10, 1997              |
| 11 | The Encroaching Terror!! Honey targeted                                | май 17, 1997              |
| 12 | Honey Cornered! Jill's Electric Shock Attack                           | май 24, 1997              |
| 13 | Fight with the Power of Love! The Final Battle with Jill               | май 31, 1997              |